# ستيفانو بييتريبياسي
ستيفانو بييتريبياسي (بالإيطالية: Stefano Pietribiasi)‏ (8 مايو 1985 بسكيو في إيطاليا - ) هو لاعب كرة قدم إيطالي في مركز الهجوم. لعب مع نادي برو فيرتشيلي ونادي فيتشينزا ونادي كاربي ونادي مانتوفا وايه إس دي سامبينديتيس كالتشيو ‏ وBassano Virtus 55 ST ‏ وكالتشيو إيفريا ‏ واتحاد بافيا لكرة القدم وAC Sambonifacese ‏ وAC Cuneo 1905 ‏.

## وصلات خارجية
- ستيفانو بييتريبياسي على موقع قاعدة بيانات كرة القدم.إي يو (الإنجليزية)